# ایگور چوماک
ایگور چوماک (روسی: Игорь Владимирович Чумак؛ زادهٔ ۱ آوریل ۱۹۶۴) بازیکن هندبال اهل روسیه بود.